# Nikola Kompa
Nikola Kompa (* 1970) ist eine deutsche Philosophin.

## Leben
Nach dem M.A. in Philosophie an der Universität München (Philosophie/Logik & Wissenschaftstheorie/Psychologie) und der Promotion zum Dr. phil. in München 1998 war sie von 2002 bis 2009 Assistentin an der Universität Münster. Nach der Habilitation in Philosophie an der Universität Münster 2008 hat sie seit 2011 die Professur für Theoretische Philosophie (W3) an der Universität Osnabrück inne.

## Schriften (Auswahl)
- Wissen und Kontext. Eine kontextualistische Wissenstheorie. Paderborn 2001, ISBN 3-89785-205-5.
- mit Christian Nimtz, Christian Suhm (Hg.): The a-priori and its role in philosophy. Paderborn 2009, ISBN 978-3-89785-662-2.
- Language, Cognition, and the Way We Think: An Interdisciplinary Approach. Bloomsbury Publishing 2024.
- mit Tim Henning, Christian Nimtz: Die dunkle Seite der Sprache. Wie Worte ausgrenzen, abwerten und manipulieren. C. H. Beck, München 2025, ISBN 978-3-406-83097-6.